# Barış Örücü
Barış Örücü (sinh 10 tháng 5 năm 1992) là một cầu thủ bóng đá Thổ Nhĩ Kỳ thi đấu ở vị trí kiến tạo cho Denizlispor.

## Sự nghiệp
Anh ra mắt tại Süper Lig trước Manisaspor ngày 30 tháng 10 năm 2011.
Örücü từng thi đấu cho Đức ở cấp quốc tế và xuất hiện 5 đợt tập trung của U-18 Đức, trước khi quyết định đại diện Thổ Nhĩ Kỳ.